# Arondismentul Fontainebleau
Arondismentul Fontainebleau (în franceză Arrondissement de Fontainebleau) este un arondisment din departamentul Seine-et-Marne, regiunea Île-de-France, Franța.

## Subdiviziuni

### Cantoane
- Cantonul La Chapelle-la-Reine
- Cantonul Château-Landon
- Cantonul Fontainebleau
- Cantonul Lorrez-le-Bocage-Préaux
- Cantonul Moret-sur-Loing
- Cantonul Nemours

### Comune
| 1. Achères-la-Forêt (77001)        | 2. Amponville (77003)                | 3. Arville (77009)               | 4. Aufferville (77011)                |
| 5. Avon (77014)                    | 6. Bagneaux-sur-Loing (77016)        | 7. Beaumont-du-Gâtinais (77027)  | 8. Blennes (77035)                    |
| 9. Bois-le-Roi (77037)             | 10. Boissy-aux-Cailles (77041)       | 11. Bougligny (77045)            | 12. Boulancourt (77046)               |
| 13. Bourron-Marlotte (77048)       | 14. Bransles (77050)                 | 15. Burcy (77056)                | 16. Buthiers (77060)                  |
| 17. Chaintreaux (77071)            | 18. Champagne-sur-Seine (77079)      | 19. La Chapelle-la-Reine (77088) | 20. Chenou (77110)                    |
| 21. Chevrainvilliers (77112)       | 22. Chevry-en-Sereine (77115)        | 23. Château-Landon (77099)       | 24. Châtenoy (77102)                  |
| 25. Darvault (77156)               | 26. Diant (77158)                    | 27. Dormelles (77161)            | 28. Faÿ-lès-Nemours (77178)           |
| 29. Flagy (77184)                  | 30. Fontainebleau (77186)            | 31. Fromont (77198)              | 32. Garentreville (77200)             |
| 33. La Genevraye (77202)           | 34. Gironville (77207)               | 35. Grez-sur-Loing (77216)       | 36. Guercheville (77220)              |
| 37. Héricy (77226)                 | 38. Ichy (77230)                     | 39. Larchant (77244)             | 40. Lorrez-le-Bocage-Préaux (77261)   |
| 41. La Madeleine-sur-Loing (77267) | 42. Maisoncelles-en-Gâtinais (77271) | 43. Mondreville (77297)          | 44. Montarlot (77299)                 |
| 45. Montcourt-Fromonville (77302)  | 46. Montigny-sur-Loing (77312)       | 47. Montmachoux (77313)          | 48. Moret-sur-Loing (77316)           |
| 49. Nanteau-sur-Essonne (77328)    | 50. Nanteau-sur-Lunain (77329)       | 51. Nemours (77333)              | 52. Noisy-Rudignon (77338)            |
| 53. Noisy-sur-École (77339)        | 54. Nonville (77340)                 | 55. Obsonville (77342)           | 56. Ormesson (77348)                  |
| 57. Paley (77353)                  | 58. Poligny (77370)                  | 59. Recloses (77386)             | 60. Remauville (77387)                |
| 61. Rumont (77395)                 | 62. Saint-Ange-le-Viel (77399)       | 63. Saint-Mammès (77419)         | 64. Saint-Pierre-lès-Nemours (77431)  |
| 65. Samois-sur-Seine (77441)       | 66. Samoreau (77442)                 | 67. Souppes-sur-Loing (77458)    | 68. Thomery (77463)                   |
| 69. Thoury-Férottes (77465)        | 70. Tousson (77471)                  | 71. Treuzy-Levelay (77473)       | 72. Ury (77477)                       |
| 73. Le Vaudoué (77485)             | 74. Vaux-sur-Lunain (77489)          | 75. Veneux-les-Sablons (77491)   | 76. Vernou-la-Celle-sur-Seine (77494) |
| 77. Ville-Saint-Jacques (77516)    | 78. Villebéon (77500)                | 79. Villecerf (77501)            | 80. Villemaréchal (77504)             |
| 81. Villemer (77506)               | 82. Villiers-sous-Grez (77520)       | 83. Voulx (77531)                | 84. Vulaines-sur-Seine (77533)        |
| 85. Écuelles (77166)               | 86. Égreville (77168)                | 87. Épisy (77170)                |                                       |